# Анакруза
Анакру́за (грец. ανακρουσις від ανακρουω заспівую) — склад на початку віршованого рядка, який не входить до його ритмічного розміру, «зайвий» для даної стопи — своєрідний затакт:
Через тумани лихі,
через великеє горе
(Ти) світиш мені, моя зоре!
(Леся Українка).
Анакруза може бути і кількаскладовою.